# Irans U23-herrlandslag i fotboll
Irans U23-Fotbollslandslag, även kallat Team Omid, representerar Iran i internationella fotbollsturneringar som Olympiska spelen och Asiatiska spelen.

## Förbundskaptener
- Hamid Derakhshan (?-?)
- Hassan Habibi (1992-1996)
- Bahman Salehnia
- Egon Kurdes (1999-2000)
- Mehdi Monajati (2000–2002)
- Branko Ivanković (2002)
- Mohammad Mayeli Kohan (2003)
- Renê Simões (2006)
- Vinko Begović (2006-2007)
- Nenad Nikolić (2008)
- Gholam Hossein Peyrovani (2009-2010)
- Human Afazeli (2010–2011)
- Ali Reza Mansourian (2011–2014)
- Human Afazeli (2014)
- Nelo Vingada (2014)
- Mohammad Khakpour (2014–2016)
- Amir Hossein Peiravani (2017)
- Zlatko Kranjčar (2018–2019)
- Farhad Majidi (2019)
- Hamid Estili (2019–2021)
- Mehdi Mahdavikia (2021–)

## Meriter
- Vinnare asiatiska spelen 2002
- 3:e plats islamiska solidaritetsspelen 2005
- Vinnare 2006 VTV-T&T Cup (Spring Cup)
- 3:e plats asiatiska spelen 2006